# Janielle Josephs
Janielle Josephs (3 de octubre de 2000) es una deportista de Jamaica que compite en atletismo. Ganó una medalla de bronce en el Campeonato Mundial de Atletismo Sub-20 de 2018, en la prueba de 4 × 400 m.